# Lourdes Peláez
Lourdes Peláez San Gil (16 de mayo de 1976, Las Palmas de Gran Canaria) es una exjugadora española de baloncesto. Jugó en el CB Uni CajaCanarias. 

## Palmarés Clubes
- Dos Copas de la Reina (99 y 00).
- Una Copa Ronchetti (99).

## Palmarés con la selección española
- Eurobasket 2001 ( Francia)